# يفغيني خرونوف
يفغيني فاسيليفيتش خرونوف ((بالروسية: Евге́ний Васи́льевич Хруно́в)‏; 10 سبتمبر 1933 – 20 مايو 2000) رائد فضاء من الاتحاد السوفيتي انطلق إلى الفضاء في المهمتين سيوز 4 وسيوز 5.
بعد مغادرته برنامج الفضاء عام 1980، عمل في المعهد المركزي الثلاثين للبحث العلمي في وزارة الدفاع الروسية، ثمّ عُيّن لاحقاً في لجنة الدولة للعلاقات الاقتصادية الخارجية واستمر فيها حتى تقاعده عام 1989.

## حياته
ولد يفغيني خرونوف في برودي في تولا أوبلاست، في 10 سبتمبر 1933 لفاسيلي يغورفيتش وأغرافينا نيكولايفنا. له خمسة إخوة وأختان. كانت عائلة خرونوف عائلة زراعية. تزوج خرونوف من سفيتلانا سوكوليوك وأنجب ابناً في 13 يوليو 1959.
توفي خرونوف بسبب نوبة قلبية في 20 أيار (مايو) عام 2000.
بدأ خرونوف تعليمه رسمياً عام 1941. كان مهتماً في البداية بمتابعة دراسته في مجال الزراعة. إلا أن اهتمامه بالطيران بدأ بعد أن شاهد الطائرات في فترة الحرب. بمجرد تخرجه من المدرسة الابتدائية، التحق بمدرسة كاشيرا الثانوية الزراعية بعد أن حصل على منحة دراسية، وتخرّج منها عام 1952. أشاد أساتذته بانتظامه واعتبروه طالباً مجدّاً. عام 1952، تجنّد خرونوف في الجيش السوفيتي، حيث تابع اهتماماته في الطيران وتقدم بطلب التحاق بمدرسة الطيران. قُبل خرونوف في الطيران واستمر في المدرسة العسكرية في بافلوغراد في أوكرانيا. نقل لاحقاً إلى مدرسة سيروف العليا للقوات الجوية في روستوف أوبلاست، في جنوب غرب روسيا. بعد التخرج، حصل على رتبة ملازم. ثم حصل على ترقية أخرى في 6 آب\أغسطس 1958 ليصبح ملازماً. في العام التالي، أجريت معه ومع غورباتكو مقابلة فيما يتعلق بموضوع أن يُصبح رائد فضاء، على الرغم من أنهم لم يخبروها صراحةً بشأن موضوع المقابلة. أجري لخرونوف وغورباتكو فحوصات طبية وصدرت الموافقة على أن يصبحا رواد فضاء.

## الجوائز
حاز خرونوف عدداً كبيراً من الأوسمة والتكريمات، منها:
- بطل الاتحاد السوفيتي
- رائد فضاء الاتحاد السوفيتي
- وسام لينين
- وسام النجم الأحمر
- وسام يوبيل 40 عاماً من القوات المسلحة لاتحاد الجمهوريات الاشتراكية السوفيتية
- وسام يوبيل 50 عاماً من القوات المسلحة لاتحاد الجمهوريات الاشتراكية السوفيتية
- وسام يوبيل 60 عاماً من القوات المسلحة لاتحاد الجمهوريات الاشتراكية السوفيتية
- وسام يوبيل 40 عاماً من الميليشيات السوفيتية
- وسام تعزيز التعاون العسكري

## وصلات خارجية
- The official website of the city administration Baikonur - Honorary citizens of Baikonur